# Герман Гірт
Герман Гірт (19 грудня 1865, Магдебург — 12 вересня 1936, Гіссен) — німецький мовознавець, фахівець з індоєвропеїстики.
З 1896 року — професор Лейпцизького університету, з 1912 року — Гіссенського університету.
Займався дослідженнями в галузі індоєвропейського наголосу і аблаута, відкрив закон, названий на його честь. Його «Індоєвропейська граматика» в 7 томах була опублікована в 1921—1927 роках. Перевидана в листопаді 2009 року в м'якій обкладинці видавництвом Cambridge University Press.
Гірт підтримував теорію північноєвропейської прабатьківщини індоєвропейців, що зараз відхилена науковим співтовариством.
Проте внесок Гірта важливий не лише глибоким аналізом великого об'єму матеріалу з індоєвропейських мов, а зокрема і через його критику расово-антропологічних спекуляцій з приводу індоєвропейців, що були характерні для світогляду НСДАП.